# Zarabanda lejana y Villancico (Joaquín Rodrigo)
Zarabanda lejana y Villancico es una obra musical del compositor español Joaquín Rodrigo compuesta durante su etapa de formación en París.
En 1927, siguiendo el ejemplo de otros compositores españoles como Isaac Albéniz, Manuel de Falla, Enrique Granados o Joaquín Turina, Rodrigo marchó a París para estudiar en el École Normal de Musique con Paul Dukas. Ese mismo año compuso la Zarabanda lejana para guitarra, dedicada al guitarrista Emilio Pujol, si bien finalmente fue estrenada por Regino Sainz de la Maza un año más tarde en Madrid.
En 1930, Rodrigo orquestó la pieza para orquesta de cuerda y añadió un villancico muy contrastado. A la fina zarabanda, de suave balanceo rítmico, se opone el villancico, un rondó de sonoridad fresca y etérea, que revela la escritura directa para la cuerda por el rico tratamiento del timbre. La obra en su forma definitiva se estrenó el 9 de marzo de 1931 por la Orquesta Femenina de la École Normal de Musique bajo la dirección de Jane Evrard.
Una interpretación convencional dura nueve minutos aproximadamente.